# Saale-Unstrut
Saale-Unstrut es una región vinícola de Alemania en Sajonia-Anhalt. La ciudad más grande es Freyburg. Es la más septentrional de las zonas vinícolas de Alemania y posee una superficie cultivable de 600 Ha. Su forma sigue la cuenca fluvial del río Saale. Los vinos de esta región, secos en su mayoría, son similares a los de la región vinícola de Nahe.

## Variedades
Las variedades de uva más extendidas son: Müller-thurgau, Silvaner y el Weißburgunder (Pinot blanc). 